# إد برادلي (لاعب كرة قدم أمريكية)
إد برادلي (بالإنجليزية: Ed Bradley)‏ هو لاعب كرة قدم أمريكية أمريكي، ولد في 22 أبريل 1950 في بريدجبورت في الولايات المتحدة.

## وصلات خارجية
- إد برادلي على موقع مرجع كرة القدم المحترفة.كوم (الإنجليزية)